# 粛王
粛王（しゅくおう）は、中国戦国時代の楚の王。姓は羋、氏は熊。諱は臧。悼王の子。

## 生涯
悼王21年（紀元前381年）、悼王が薨去すると、後を嗣いで楚王となった。即位直後、呉起を殺害して悼王の遺体を傷つけた貴族70家あまりを逮捕して三族まで処刑した。
粛王4年（紀元前377年）、蜀の攻撃を受けて、茲方を奪われた。このため捍関を建造して蜀に対する防備を固めた。
粛王10年（紀元前371年）、魏に魯陽を奪われた。
粛王11年（紀元前370年）、粛王は薨去した。在位11年。